# Tephrosia rugelii
Tephrosia rugelii là một loài thực vật có hoa trong họ Đậu. Loài này được Shuttlew. miêu tả khoa học đầu tiên.